# Virginia Euwer Wolff
Virginia Euwer Wolff (* 25. August 1937 in Portland, Oregon) ist eine US-amerikanische Schriftstellerin.
Wolff studierte Englisch und schloss ihr Studium 1959 mit einem Bachelor ab. Danach unterrichtete sie zunächst viele Jahre an Elementary und High Schools. Sie schreibt sozialkritische Jugendromane. Im Jahr 2001 erhielt sie den US-amerikanischen National Book Award für True Believer.

## Werke (Auswahl)
- 1993: Make Lemonade (dt. Wenn dir das Leben eine Zitrone gibt, mach Limonade draus. dtv, München 1999, ISBN 3-423-62090-0)
- 2001: True Believer (dt. Fest dran glauben. Hanser, München/Wien 2003, ISBN 3-446-20304-4)

## Auszeichnungen
- 1999: Luchs des Monats Februar
- 2000: Preiselbär 2000
- 2001: National Book Award for Young People’s Literature
- 2002: Heinrich-Wolgast-Preis
- 2002: ALA Best Books for Young Adults